# Letteratura liechtensteinese
La letteratura liechtensteinese è l'insieme delle opere di autori di nazionalità liechtensteinese, scritte nel Liechtenstein o dal contenuto strettamente correlato al Liechtenstein.

## Poesia
Un elemento precursore è individuabile nell'opera di Heinrich von Frauenberg, proprietario del castello di Gutenberg, che si guadagnò un posto nel Codice Manessiano.
La nascita della poesia liechtensteinese è segnata da Lied am Feuer di Peter Kaiser, mentre nel 1908 venne pubblicata l'antologia Liechtenstein in Liede, facendo apparire inni e poesie di stampo patriottico di autori quali Jakob Josef Jauch, Fanny von Hoffnaas, Josef Gabriel Rheinberger, Albert Schädler, Vinzenz Büchel ed Hermine Jucker.
Questa prima fase della letteratura liechtensteinese rispecchia la situazione intellettuale di quell'epoca. Inoltre spicca come eccezione la poesia anonima Die Weberin, che tratta della morte dell'anima a causa del lavoro in fabbrica.
Partendo da Grete Gulbransson-Jehly furono cantati di più nelle poesie i temi del villaggio. Altri temi salienti furono l'esaltazione delle proprie origini, l'elogio dei principi, che furono parte essenziale nella formazione di un'identità nazionale, l'amore esagerato verso la patria e i propri costumi.
A causa della tradizione poetica locale non è stato possibile per il modernismo trovare spazio in questa letteratura, finché giovani scrittori, influenzati dal movimento studentesco degli anni '60, cominciarono a trarre nuove ispirazioni e a ricorrere alle espressioni dialettali.
Michael Donhauser è noto, nel mondo germanofono, soprattutto come poeta.

## Prosa
Agli albori della narrativa liechtensteinese troviamo Hermine Rheinberger col romanzo storico Gutenberg-Schalun e Marianne Maidorf con Die Hexe vom Triesnerberg, nato dall'unione tra storia e leggenda.
Nel XXI secolo si sono distinti Iren Nigg e Armin Öhri.

## Letteratura dialettale
I dialetti si possono rintracciare nella prosa delle già citate Hermine Rheinberger e Marianne Maidorf, e negli anni del dopoguerra emersero nella narrativa quanto nella poesia, ad esempio con Maria Grabher-Mayer, Ida Ospelt-Amann ed Edwin Nutt.
Il tema della montagna divenne molto diffuso dal 1951 con la rivista Bergheimat e gli autori figuravano come descrittori e non inventori, scrivendo poesie dal forte senso di familiarità e legame con il paese, pure per scopi pratici quali celebrazioni, inaugurazioni o ricevimenti. La poesia dialettale ha trovato nuova espressione nella musica pop e rock del paese.